# 드라큘라 피의 맛
드라큘라 피의 맛(Taste the Blood of Dracula)은 영국에서 제작된 피터 새즈디 감독의 1970년 공포, 멜로/로맨스 영화이다. 크리스토퍼 리 등이 주연으로 출연하였고 아이다 영 등이 제작에 참여하였다.

## 출연

### 주연
- 크리스토퍼 리
- 제프리 킨

### 조연
- 그웬 왓퍼드
- 린다 헤이든
- 피터 샐리스
- 앤서니 히긴스
- 아일라 블레어
- 존 카슨
- 마틴 자비스
- 랠프 베이츠
- 로이 키니어
- 마이클 리퍼
- 러셀 헌터
- 셜리 재피
- 키스 마시
- 피터 메이
- 레지널드 배럿
- 매들린 스미스
- 준 파머

## 제작진
- 원조: 브램 스토커
- 미술: 스콧 맥그리거